# Micaiah John Muller Hill
Pour les articles homonymes, voir Hill.
Micaiah John Muller Hill (1856-1929) est un mathématicien britannique, connu pour le vortex sphérique de Hill (en), et le tétraèdre de Hill (en).

## Carrière

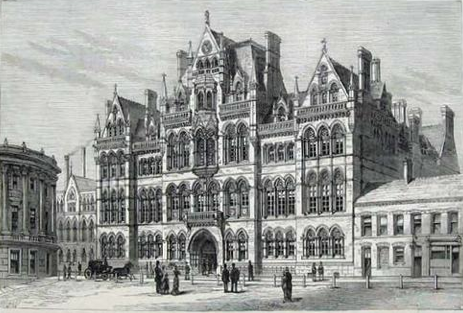
Mason College, actuellement Université de Birmingham

Hill reçoit un baccalauréat en 1873, et un M. A. en 1876, de l'University College de Londres. De 1880 à 1884 il est professeur de mathématiques au Mason Science College (qui devient plus tard l'université de Birmingham). En 1891, il obtient son Sc.D. de l'université de Cambridge. De 1884 à 1907, il est professeur de mathématiques à l'University College de Londres et, de 1907 à 1923, professeur Astor de mathématiques à l'université de Londres.
En 1894, Hill est élu Fellow de la Royal Society. En 1926 et 1927, il est président de la Mathematical Association (en). Il a pour fils Roderic Hill (en) et Geoffrey T. R. Hill (en).
Hill est l'un des mathématiciens à qui C. L. T. Griffith envoie en 1912 les travaux de Srinivasa Ramanujan. Griffith était un étudiant de Hill à Londres. Hill a trouvé les articles de Ramanujan trop lacunaires. Les résultats étaient pourtant corrects, ainsi que les valeurs de la fonction zêta de Riemann pour les trois premiers entiers négatifs, dans la notation qui est propre à Ramanujan. 
Hill, très méticuleux, reproche à Ramanujan d'avoir écrit
{\displaystyle 1+2+3+\cdots +\infty =-{\frac {1}{12}}}
{\displaystyle 1^{2}+2^{2}+3^{2}+\cdots +\infty ^{2}=0}
{\displaystyle 1^{3}+2^{3}+3^{3}+\cdots +\infty ^{3}={\frac {1}{240}}}
et donne à Ramanujan, qui est d'après lui tombé dans le piège des séries divergentes, le conseil de lire un certain livre qu'il lui fait d'ailleurs acheter par un correspondant. Les autres critiques de Hill étaient justifiées.

## Publications
- The theory of proportion, Londres: Constable 1914, Archive.
- On functions of more than two variables analogous to Tesseral harmonics, Cambridge, vers 1884.